# شنژو ۱۲
شنژو ۱۲ (انگلیسی: Shenzhou 12) (چینی: 号 号؛ پینیین: Shénzhōu shí'èr hào)، نام یک پرواز فضایی چینی است که در ۱۷ ژوئن ۲۰۲۱ آغاز شد. این پرواز هفتمین پرواز فضایی چینی‌ها و هفتمین پرواز با سرنشین در برنامه فضایی شنژو است.  این فضاپیما در حال حمل سه نفر از تیپ فضانوردی ارتش آزادیبخش خلق چین (PLAAC) در نخستین مأموریت با سرنشین به ماژول هسته تیانهی، نخستین ماژول ایستگاه فضایی چین تیانگونگ است.